# Campionati italiani femminili assoluti di atletica leggera 1940
I XVIII campionati italiani femminili assoluti di atletica leggera si sono tenuti presso lo stadio Giovanni Berta di Firenze il 21 luglio 1940. Sono stati assegnati dieci titoli in altrettante discipline.
Durante la manifestazione Livia Galimberti batté il record italiano degli 800 metri piani con il tempo di 2'24"0. Fu anche stilata una classifica per società, che vide trionfare la Venchi Unica Torino con 73 punti, seguito da Filotecnica Milano con 55 punti e Dopolavoro Pubblico Impiego Trieste con 21 punti.

## Risultati
| Specialità             | Oro                                                                                      | Prestazione | Argento                              | Prestazione | Bronzo                                   | Prestazione   |
| Corse                  | Corse                                                                                    | Corse       | Corse                                | Corse       | Corse                                    | Corse         |
| ---------------------- | ---------------------------------------------------------------------------------------- | ----------- | ------------------------------------ | ----------- | ---------------------------------------- | ------------- |
| 100 m                  | Claudia Testoni Venchi Unica Torino                                                      | 12"6        | Rosetta Cattaneo Filotecnica Milano  | 12"7        | Italia Lucchini Venchi Unica Torino      | 12"8          |
| 200 m                  | Rosetta Cattaneo Filotecnica Milano                                                      | 25"9        | Ucropina                             | 26"9        | Atzori Marzotto Valdagno                 | 26"9          |
| 800 m                  | Livia Galimberti Dopolavoro Singer Monza                                                 | 2'24"0      | Cleo Balbo Venchi Unica Torino       | 2'25"4      | Wanda Butti Dopolavoro Singer Monza      | 2'26"0        |
| 80 m hs                | Claudia Testoni Venchi Unica Torino                                                      | 11"6        | Ondina Valla Parioli                 | 11"6        | Adele Tomatis Venchi Unica Torino        | 12"5          |
| Staffetta 4×100 m      | Venchi Unica Torino Franca Audifredi Anna Maria Bombardi Clara Camoletto Italia Lucchini | 50"9        | Sip Torino                           | 51"0        | Filotecnica Milano                       | 51"2          |
| Salti                  |                                                                                          |             |                                      |             |                                          |               |
| Salto in alto          | Ondina Valla Parioli                                                                     | 1,50 m      | Elda Franco Sip Torino               | 1,45 m      | non assegnata                            | non assegnata |
| Salto in alto          | Ondina Valla Parioli                                                                     | 1,50 m      | Sannazzaro Pettinatura Biella        | 1,45 m      | non assegnata                            | non assegnata |
| Salto in lungo         | Amelia Piccinini Venchi Unica Torino                                                     | 5,33 m      | Maria Alfero Filotecnica Milano      | 5,14 m      | Elda Franco Sip Torino                   | 5,05 m        |
| Lanci                  |                                                                                          |             |                                      |             |                                          |               |
| Getto del peso         | Giorgina Grossi Filotecnica Milano                                                       | 11,94 m     | Amelia Piccinini Venchi Unica Torino | 11,81 m     | Paola Risso Polisportiva Giordana Genova | 11,26 m       |
| Lancio del disco       | Gabre Gabric Filotecnica Milano                                                          | 38,41 m     | Edera Cordiale Venchi Unica Torino   | 38,12 m     | Giorgina Grossi Filotecnica Milano       | 36,04 m       |
| Lancio del giavellotto | Edda Ballaben Dopolavoro Pubblico Impiego Trieste                                        | 35,94 m     | Ada Turci Venchi Unica Torino        | 33,75 m     | Chiucchiurlotto Venchi Unica Torino      | 32,08 m       |